# بحران تنگه‌های ترکیه
بحران تنگه‌های ترکیه (انگلیسی: Turkish Straits crisis)درگیری ارضی دوران جنگ سرد بین اتحاد جماهیر شوروی و ترکیه بود. ترکیه در بیشتر جنگ جهانی دوم به‌طور رسمی بی‌طرف بود. هنگامی که جنگ به پایان رسید، ترکیه تحت فشار دولت شوروی قرار گرفت تا اجازه دهد کشتی‌های شوروی آزادانه از طریق تنگه‌های ترکیه، که دریای سیاه را به مدیترانه متصل می‌کرد، حرکت کنند. از آنجا که دولت ترکیه درخواست اتحاد جماهیر شوروی را رد کرد، تنش‌هایی در منطقه ایجاد شد که منجر به رزمایش نیروی دریایی شوروی شد. این حادثه بعداً به عنوان یک عامل تعیین‌کننده در صدور دکترین ترومن عمل کرد. این موضوع عضویت ترکیه در ناتو را تسهیل کرد.

## اهمیت تنگه‌ها
دردانل و بسفر، به عنوان یک مسیر تجاری از دریای سیاه به بنادر سراسر جهان برای ترکیه و دیگر همسایگانش در دریای سیاه مهم بود: اتحاد جماهیر شوروی، جمهوری خلق رومانی و جمهوری خلق بلغارستان که از نظر نظامی با یکدیگر همسو بودند به این تنگه‌ها چشم داشتند. تنگه‌ها همچنین به عنوان یکی از اجزای مهم استراتژی نظامی عمل می‌کردند. هرکس کنترل تردد از طریق تنگه‌ها را در اختیار داشته باشد می‌تواند از آنها به عنوان ابزاری برای کنترل خروج یا ورود نیروهای دریایی به و از دریای سیاه و به جهت عاملی در راستای جلوگیری از این کار توسط قدرت‌های رقیب استفاده کند.

## سابقه سیاسی
ریشه این درگیری‌ها در روابط شوروی و ترکیه، چه قبل از جنگ جهانی دوم و چه در طول آن بوده‌است. تا نیمه دوم دهه ۱۹۳۰، روابط شوروی و ترکیه گرم و تا حدودی برادرانه بود. پیش از آن، دولت ترکیه در قالب مجلس ملی بزرگ و روسیه بلشویستی، در معاهده مسکو متعهد شده بودند با یکدیگر همکاری کنند.
کنوانسیون مونترو در مورد رژیم تنگه‌ها در سال ۱۹۳۶ تشکیل شد و دولتهای استرالیا، بلغارستان، فرانسه، آلمان، یونان، ژاپن، اتحاد جماهیر شوروی، ترکیه، انگلستان و یوگسلاوی نماینده آن بودند تا سیاست نظامی و نظارتی را تعیین کنند. برای تنگه‌های ترکیه آخرین مذاکرات متعدد در مورد دو آبراه بود. با امضای پیمان، در ۲۰ ژوئیه۱۹۳۶، ترکیه اجازه نظامی شدن و تنظیم امور تنگه‌ها را پیدا کرد. این پیمان صراحتاً عبور از تنگه‌ها را به کشتی‌هایی که به هیچ‌یک از کشورهای دریای سیاه تعلق ندارند ممنوع کرد.
استالین بارها موافقتنامه‌های کنوانسیون ۱۹۳۶ را به چالش کشید و از سال ۱۹۳۹ درخواست پیمان جایگزینی کرد. وی کنترل مشترک ترکیه و شوروی بر تنگه‌ها را پیشنهاد کرد. س از امضای پیمان مولوتف-ریبنتروپ با آلمان نازی، وزیر خارجه اتحاد جماهیر شوروی، ویاچسلاو مولوتوف، همکاران آلمانی خود را از تمایل کشورش برای کنترل قهری تنگه‌ها و ایجاد پایگاه نظامی در مجاورت آنها مطلع کرد.

## اختلافات مرزی
شوروی نسبت به بسیاری از سرزمین‌های ترکیه در آناطولی شرقی ادعای مالکیت داشت.

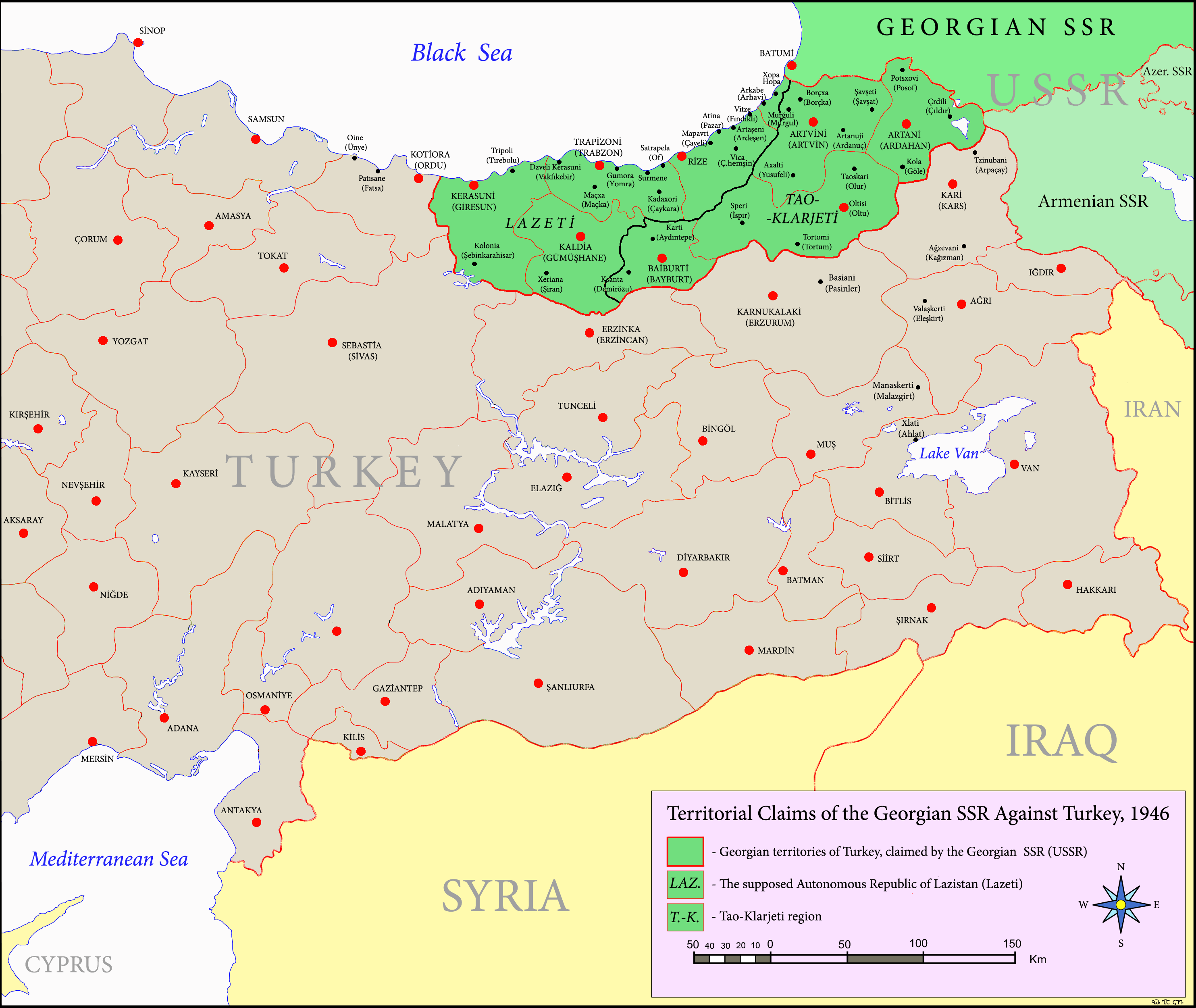
قلمرو ترکیه بر اساس ادعای گرجستان شوروی در ۱۹۴۶.

## بحران
تشدید
تنش بین اتحاد جماهیر شوروی و ترکیه بر سر اجازه ترکیه به کشتی‌های دریایی از جمله نیروهای نازی آلمان و ایتالیا فاشیست، با خدمه غیرنظامی برای عبور از تنگه‌ها در جنگ جهانی دوم، افزایش یافت. پس از جنگ دیپلماتهای آمریکایی و ترکی مکرراً در این مورد گفتگو کردند در این میان عبور ناو آمریکایی میسوری در سال ۱۹۴۶ شوروی را بیشتر خشمگین کرد

## پیام شوروی به ترکیه
در ۷ اوت ۱۹۴۶، شوروی یادداشتی را به وزارت خارجه ترکیه ارائه کرد که در آن آمده بود که نحوه برخورد ترکیه با تنگه‌ها دیگر منافع امنیتی کشورهای دیگر دریای سیاه را رعایت نمی‌کند. رژیم تنگه‌ها دیگر قابل اعتماد نیست و خواستار تجدید نظر و بازنویسی پیمان مونترو در یک کنفرانس بین‌المللی جدید شد.

## موضع آمریکا
هنگامی که این موضوع در کنفرانس پوتسدام مطرح شد، رئیس‌جمهور ایالات متحده، هری اس. ترومن، گفت که مسئله تنگه‌ها یک مسئله سیاسی داخلی مربوط به ترکیه و اتحاد جماهیر شوروی است و باید توسط دو طرف درگیر حل شود. با بالا گرفتن بحث در روزهای قبل از پوتسدام، ایالات متحده تصمیم گرفت که قاطعانه با این امر که تنگه‌ها به دست اتحاد جماهیر شوروی بیفتد مخالفت کند، زیرا آنها را به یک عنوان دروازه راهبردی مهم بین دریای سیاه و مدیترانه و احتمالاً وسیله ای برای تبدیل ترکیه به کشوری کمونیستی می‌دانست. دین آچسون، معاون وزیر خارجه ایالات متحده، تلگرافی به دیپلمات‌های پاریس ارسال کرد، وی موضع آمریکا در این مورد را توضیح داد:
به نظر ما هدف اصلی اتحاد جماهیر شوروی به دست آوردن کنترل بر ترکیه است. ما معتقدیم که اگر اتحاد جماهیر شوروی موفق شود نیروهای مسلح ترکیه را با هدف ظاهری اعمال کنترل مشترک تنگه‌ها تحت کنترل بگیرد، اتحاد جماهیر شوروی از این نیروها برای به دست آوردن کنترل بر ترکیه استفاده خواهد کرد … بنابراین، به نظر ما، زمان آن فرا رسیده‌است که ما تصمیم بگیریم که با هر وسیله ای که در اختیار داریم در برابر هرگونه تجاوز شوروی مقاومت کنیم
معاون وزیر خارجه با پانزده روزنامه‌نگار ملاقات کرد تا فوریت این وضعیت را توضیح دهند و نظرات دولت ایالات متحده را اعلام کند.

## حمایت غرب از ترکیه و کاهش تنش
در تابستان و پاییز ۱۹۴۶، اتحاد جماهیر شوروی با انجام مانورهایی در نزدیکی سواحل ترکیه، حضور دریایی خود را در دریای سیاه افزایش داد. تعداد قابل توجهی از نیروهای زمینی به بالکان اعزام شدند. ترکیه تحت فشار فزاینده اتحاد جماهیر شوروی قرار گرفت و طی چند روز ترکیه از آمریکا درخواست کمک کرد. رئیس‌جمهور ترومن پس از مشورت با دولت خود، یک نیروی دریایی به ترکیه اعزام کرد. در ۹ اکتبر ۱۹۴۶، دولتهای مربوطه ایالات متحده و انگلستان بر حمایت خود را از ترکیه مجدداً تأکید کردند. در ۲۶ اکتبر، اتحاد جماهیر شوروی درخواست خاص خود را برای اجلاس جدید در مورد کنترل تنگه‌های ترکیه پس گرفت و مدتی پس از آن اکثر نیروهای نظامی ارعاب کننده را از منطقه بیرون کشید. ترکیه سیاست بی‌طرفی خود را رها کرد و در سال ۱۹۴۷ تحت برنامه دکترین ترومن مبنی بر توقف گسترش نفوذ شوروی در ترکیه و یونان، ۱۰۰ میلیون دلار کمک‌های اقتصادی و دفاعی از آمریکا پذیرفت. دو کشور فوق در سال ۱۹۵۲ به ناتو پیوستند.
دولت ترکیه در نوامبر ۱۹۴۶ سفیر جدیدی، فایک اکدور، در مسکو منصوب کرد. رئیس‌جمهور ترکیه به اکدور دستور داد تنها بر توسعه بیشتر روابط با اتحاد جماهیر شوروی تمرکز کند. اکدور همچنین به‌طور خاص از مذاکره در مورد تنگه‌ها در صورت وقوع منع شد. ایالات متحده پیشنهاد کرد که یک کنفرانس بین‌المللی برگزار شود تا سرنوشت داردانل و بسفر یکبار برای همیشه مشخص شود. سرگئی وینوگرادوف، سفیر وقت شوروی در ترکیه، در قالب یادداشتی که در ۱۰دسامبر ۱۹۴۶ به پایتخت شوروی ارسال شد، پاسخ داد و اظهار داشت که کنفرانس غیرقابل قبول است. سرگئی وینوگرادوف، سفیر شوروی در ترکیه در سال اول جایگزین شد. جانشین وی، الکساندر لاوریشف، با مجموعه ای از دستورالعمل‌های وزارت امور خارجه شوروی به ترکیه گسیل شد. پس از مرگ ژوزف استالین، انگیزه تغییر رژیم در داخل دولت شوروی کاهش یافت و وزیر خارجه شوروی از ادعاهای روسیه در مورد بسفر و دردانل و دیگر اختلافات ارضی در امتداد ترکیه چشم پوشی کرد.

## عواقب
این بحران آخرین تلاش شوروی برای کنترل قسمتی از خاورمیانه بود که نهایتاً منتهی به ورود ترکیه به ناتو شد. امروزه پیمان مونترو بین دولتهای جانشین اتحاد جماهیر شوروی و ترکیه لازم الاجرا است.